# Paul Vincent
Paul Vincent, geboren als Paul Vincent Gunia (Bergheim, 1 december 1950 - Augsburg, 25 oktober 2016), was een Duitse gitarist, componist, co-producent en arrangeur.

## Carrière
Vincent Gunia, die zich als muzikant uitsluitend Paul Vincent noemde, speelde tijdens zijn schooltijd tot eind jaren 60 onder andere in de beatbands Park Lane en Missus Beastly. Na het verlaten van het gymnasium verhuisde hij naar München met het doel om zich daar in het muziekcircuit een naam te vestigen. Via zijn muziekvriend Keith Forsey ontmoette hij jazzsaxofonist en manager Olaf Kübler van de band Amon Düül II. In 1970 produceerde hij samen met Forsey in de formatie Hallelujah het album Hallelujah Babe, dat werd opgenomen in de Londense Tangerine Studio. Parallel hieraan werkte hij in München samen met de producent en muzikant Klaus Doldinger en was hij gitarist in diens jazzrockband Motherhood.
Door zijn samenwerking met Doldinger en Kübler werd Vincent tussen 1970 en 1985 ook geboekt als studiomuzikant voor talrijke rock- pop- en schlagerproducties. Hij speelde onder andere voor artiesten als Peter Maffay, Peter Alexander, Michael Holm, Rex Gildo, Gitte, Joy Fleming, Roberto Blanco, Ulla Meinecke, Stefan Waggershausen, Mireille Mathieu, Katja Ebstein, Edo Zanki, Niagara en Nicole.
Omdat toentertijd ook veel internationale muzikanten opnamen in studio's in München, speelde Vincent ook als gastmuzikant voor onder andere Freddie Mercury, Sting, Eric Burdon, Meat Loaf en Gianna Nannini.
Vanaf 1975 was hij de jarenlange partner van de Zwaabse zanger Wolle Kriwanek. Vincent componeerde, arrangeerde en produceerde bijna alle songs van Kriwanek. Sinds eind jaren 70 traden beiden samen op als Wolle Kriwanek & Schulz Bros. resp. later als de Wolle Kriwanek Band. Na het overlijden van Kriwanek in 2003 werd Vincent bandleider van de band Vincent Rocks. Tussen 1976 en 1980 was hij onder andere gitarist, co-producent, componist en arrangeur voor Udo Lindenberg en lid van diens Panikorchester.
Sinds 1979 componeerde en produceerde Vincent voor Duitse tv-series en –films. Hij schreef onder andere de dramaturgische muziek van enkele Tatort-afleveringen, bijna alle muziek van de tv-serie Doppelter Einsatz, de titelsongs en de soundtracks voor Auf Achse, Mission Eureka en Ein Haus in der Toscane, maar ook de dramaturgische muziek van alle tot dusver getoonde seizoenen van In aller Freundschaft (ARD/MDR). Hij componeerde ook voor uitsluitend Duitse bioscoopfilmproducties, waaronder African Timber, Der Schneemann en Die Sturzflieger. Daarnaast bracht hij in 1993 Das Rock Guitar Buch uit en publiceerde hij van 1987 tot 2005 regelmatig als columnist in het muziekmagazine Soundcheck.
Na meerdere nominaties in de voorjaren kreeg Vincent in 2001 samen met Tito Larriva, Sema Mutlu und Derya Mutlu de Duitse televisieprijs in de categorie Beste Filmmuziek voor de tv-film Der Schrei des Schmetterlings (ZDF/arte).
Zijn label Luxus Musik bracht Vincents eigen geluidsdragers op de markt, maar ook de andere artiesten als de Wolle Kriwanek Band en het gitaarduo Morscheck & Burgmann.

## Privéleven en overlijden
Paul Vincent was getrouwd met de auteur Mono Gunia, die onder de naam Jemima in 1970 een album inspeelde met de band Drosselbart. Vincent overleed op 25 oktober 2016 onverwachts aan de gevolgen van een hartinfarct.

## Discografie

### Solo
- 1974: Vincents fliegender Rock 'N' Roll Zirkus (Ariola Records)
- 1982: Sternreiter (Philips Records) (met David Hanselmann, Wolle Kriwanek)
- 2010: Herzlichen Glückwunsch
- 2011: My Beatles Songbook
- 2012: Electric Hippie Music
- 2015: L.O.V.E.

### Als gitarist
- 1984: Meat Loaf – Bad Attitude
- 1985: Freddie Mercury – Mr. Bad Guy
- 1981: Frank Duval – Angel of Mine
- 2000: Rockin Bach (met Frank Diez, Colin Hodgkinson, Ken Taylor e.a.)

### Film- en televisiemuziek
- 1982: Trauma
- 1982: Rendezvous in Paris
- 1984: Der Schneemann
- 1988: Tatort – Tödlicher Treff
- 1980, 1986: Auf Achse (tv-serie, 2 afleveringen)
- 1990: Polizeiruf 110/Tatort – Unter Brüdern
- 1990–1994: Ein Haus in der Toscana
- 1991: Polizeiruf 110 – Todesfall im Park
- 1994–2006: Doppelter Einsatz (tv-serie, 64 afleveringen)
- 1998: Die Männer vom K3 (tv-serie, 1 aflevering)
- 1998–2001: Alle meine Töchter (tv-serie, 25 afleveringen)
- 1998–2016: In aller Freundschaft (tv-serie, 699 afleveringen)
- 1998: Tatort – Fürstenschüler
- 1999: Der Schrei des Schmetterlings
- 1999–2000: Medicopter 117 – Jedes Leben zählt (tv-serie, 3 afleveringen)
- 2002: Tatort – Der dunkle Fleck
- 2002–2003: Die Rosenheim-Cops (tv-serie, 27 afleveringen)
- 2003: Ein starkes Team – Kollege Mörder
- 2004: Tatort – Verraten und verkauft
- 2004: Die Kinder meiner Braut
- 2005: Ein starkes Team – Lebende Ziele
- 2005: Die Luftbrücke – Nur der Himmel war frei
- 2005: Wilsberg – Ausgegraben
- 2006: Wilsberg – Falsches Spiel
- 2008: Polizeiruf 110 – Keiner schreit

- Gemeinsame Normdatei: 115404570
- International Standard Name Identifier: 0000 0000 5532 9779
- Library of Congress Control Number: n2007043419
- MusicBrainz: 185db1e3-1349-4563-86c8-21e1c37aa210
- Nationale Bibliotheek van Israël: 987007430241005171
- Système universitaire de documentation: 127561242
- Virtual International Authority File: 5659807